# Erisma arietinum
Erisma arietinum är en tvåhjärtbladig växtart som beskrevs av M.L. Kawasaki. Erisma arietinum ingår i släktet Erisma och familjen Vochysiaceae. Inga underarter finns listade i Catalogue of Life.